# Arenaria taibaishanensis
Arenaria taibaishanensis là loài thực vật có hoa thuộc họ Cẩm chướng. Loài này được L.H.Zhou mô tả khoa học đầu tiên năm 1980.